# 多田元
多田 元（ただ はじめ、1944年 - ）は、日本の弁護士、元裁判官。少年事件や子どもの権利などを扱い、特定非営利活動法人子どもセンターパオ理事長、全国不登校新聞社代表理事、南山大学大学院法務研究科教授等を歴任。

## 人物・経歴
兵庫県尼崎市生まれ。一橋大学法学部在学中に旧司法試験に合格。1967年に大学を卒業し、司法修習を経て、1969年裁判官に任官。家庭裁判所で少年事件を扱うなどし、1988年金沢地方裁判所判事を最後に退官。1989年に名古屋弁護士会（現愛知県弁護士会）弁護士登録。
少年事件の国選弁護人を務めるなど、少年事件や子どもの権利などを扱い、愛知県弁護士会子どもの権利特別委員会委員長、子どもの虐待防止ネットワーク・あいち理事、豊川市主婦殺人事件弁護団長、名古屋大学女子学生殺人事件主任弁護士などを歴任。
1990年愛知学院大学法学部非常勤講師（少年法）、医療事故情報センター常任理事。1995年一橋大学法学部非常勤講師（少年法）。1997年名古屋市児童相談所児童福祉専門員（子どもの虐待対応）。1998年中京大学非常勤講師（少年法）、特定非営利活動法人全国不登校新聞社代表理事。2002年富山大学非常勤講師（子どもの人権）。
2004年から2011年まで南山大学大学院法務研究科教授（刑事実務演習）。2006年特定非営利活動法人子どもセンターパオ理事長。2012年から2014年まで南山大学大学院法務研究科非常勤講師。

## 著書
- 『刑事裁判の現代的展開 : 小野慶二判事退官記念論文集』（共著）勁草書房 1988年
- 『子どもの教育と人権を考えるフォーラム : 子どもの権利条約をふまえて』山口県不登校を考える親の会ネットワーク 1995年
- 『引きこもり狩り : アイ・メンタルスクール寮生死亡事件/長田塾裁判』（芹沢俊介編、共著）雲母書房 2007年
- 『少年事件　心は裁判でどう扱われるか』（高岡健編、共著）明石書店 2010年